# FarmBot
FarmBot là một dự án canh tác nông nghiệp CNC có độ chính xác mã nguồn mở bao gồm một máy điều phối robot, phần mềm và tài liệu hướng dẫn của Cartesian, bao gồm một kho lưu trữ dữ liệu canh tác. Dự án nhằm mục đích "Tạo ra một công nghệ cởi mở và dễ tiếp cận giúp đỡ mọi người trồng thực phẩm và phát triển thức ăn cho mọi người." FarmBot là một dự án nguồn mở cho phép sửa đổi, bổ sung phần cứng, phần mềm và tài liệu từ người dùng.

## Lịch sử

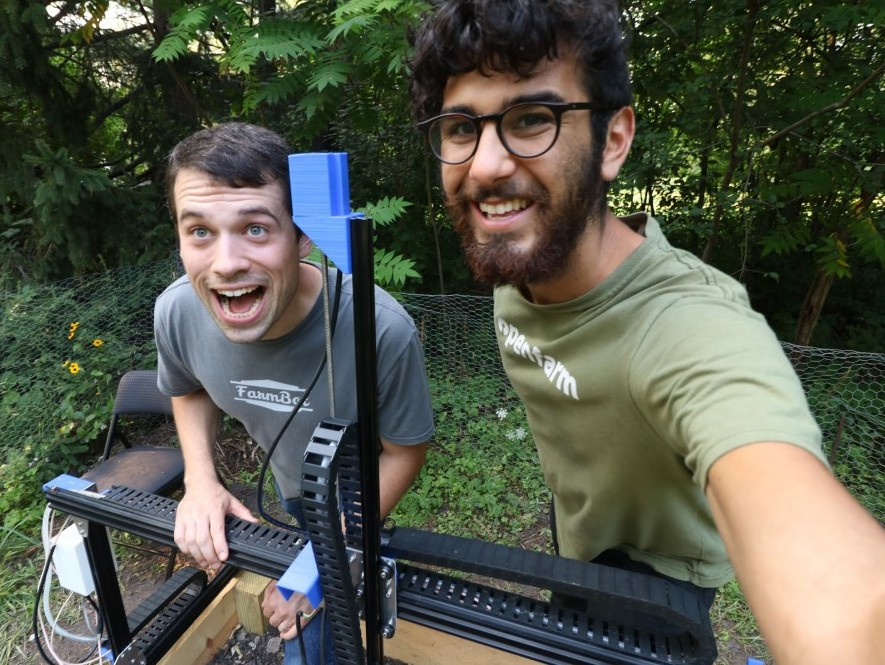
Người sáng tạo Farmbot Rick Carlino (trái) và Rory Aronson (bên phải) xây dựng một FarmBot ở Chicago, Illinois

Dự án FarmBot được bắt đầu vào năm 2011 khi American Rory Aronson trong khi nghiên cứu kỹ thuật cơ khí tại Đại học Bách Khoa Bang California. Aronson đã tham gia khóa học tự chọn về nông nghiệp hữu cơ, nơi ông học về máy kéo sử dụng tầm nhìn của máy để phát hiện và che phủ cỏ dại, loại bỏ nhu cầu thuốc diệt cỏ hoặc lao động thủ công, máy kéo có giá trên 1 triệu USD.
Vào tháng 9 năm 2013, Aronson đã xuất bản một sách trắng phác thảo các mục tiêu của dự án để "Phát triển một cộng đồng sản xuất các kế hoạch phần cứng, phần mềm, dữ liệu và tài liệu miễn phí và mã nguồn mở cho phép mọi người xây dựng và vận hành máy nông nghiệp."
Dự án phản ứng với việc tăng sản lượng lương thực 60% cần thiết do sự tăng trưởng dân số thế giới từ 7 đến 9 tỷ năm 2050 và tiềm năng của nông nghiệp chính xác để giảm tác động môi trường của nông nghiệp bằng cách giảm sử dụng nước, năng lượng, giao thông, hóa dầu và thời gian cần thiết để trồng cây.
Vào tháng 3 năm 2014, Aronson bắt đầu thực hiện dự án toàn thời gian được tài trợ từ Quỹ Shuttleworth. Nhà phát triển phần mềm cấp thấp Tim Evers và nhà phát triển phần mềm Rick Carlino sau đó gia nhập dự án với tư cách là các nhà phát triển cốt lõi và cộng đồng nguồn mở Farmbot.cc được tạo ra để hỗ trợ sự phát triển của dự án.
Vào tháng 3 năm 2014, Rory Aronson đã thành lập công ty Farmbot.io để cung cấp các bộ phần cứng và các dịch vụ phần mềm và phục vụ như một nguồn tài trợ để duy trì cộng đồng nguồn mở. Trong năm 2014 và 2015, FarmBot đã được đưa vào Giải thưởng Hackaday, nơi nó đã vào vòng chung kết vào năm 2015. Farmbot.io bắt đầu đặt trước phiên bản thương mại đầu tiên của FarmBot, FarmBot Genesis, lần lặp thứ 9 của thiết kế vào tháng 7 năm 2016.

## Farmbot Genesis

### Khả năng
FarmBot Genesis có thể trồng hơn 30 loại cây trồng khác nhau bao gồm khoai tây, đậu Hà Lan, bí đỏ, atisô và củ cải trong một diện tích 2,9 mét x 1,4 m với chiều cao tối đa của cây là 0,5 mét.. Nó có thể trồng nhiều loại cây trồng trong cùng một khu vực cùng một lúc và có thể hoạt động trong nhà, ngoài trời và các khu vực được che chắn. Người ta ước tính rằng FarmBot Genesis sản xuất ít hơn 25% lượng khí thải carbon dioxide so với sản xuất thực phẩm tiêu chuẩn của Mỹ.

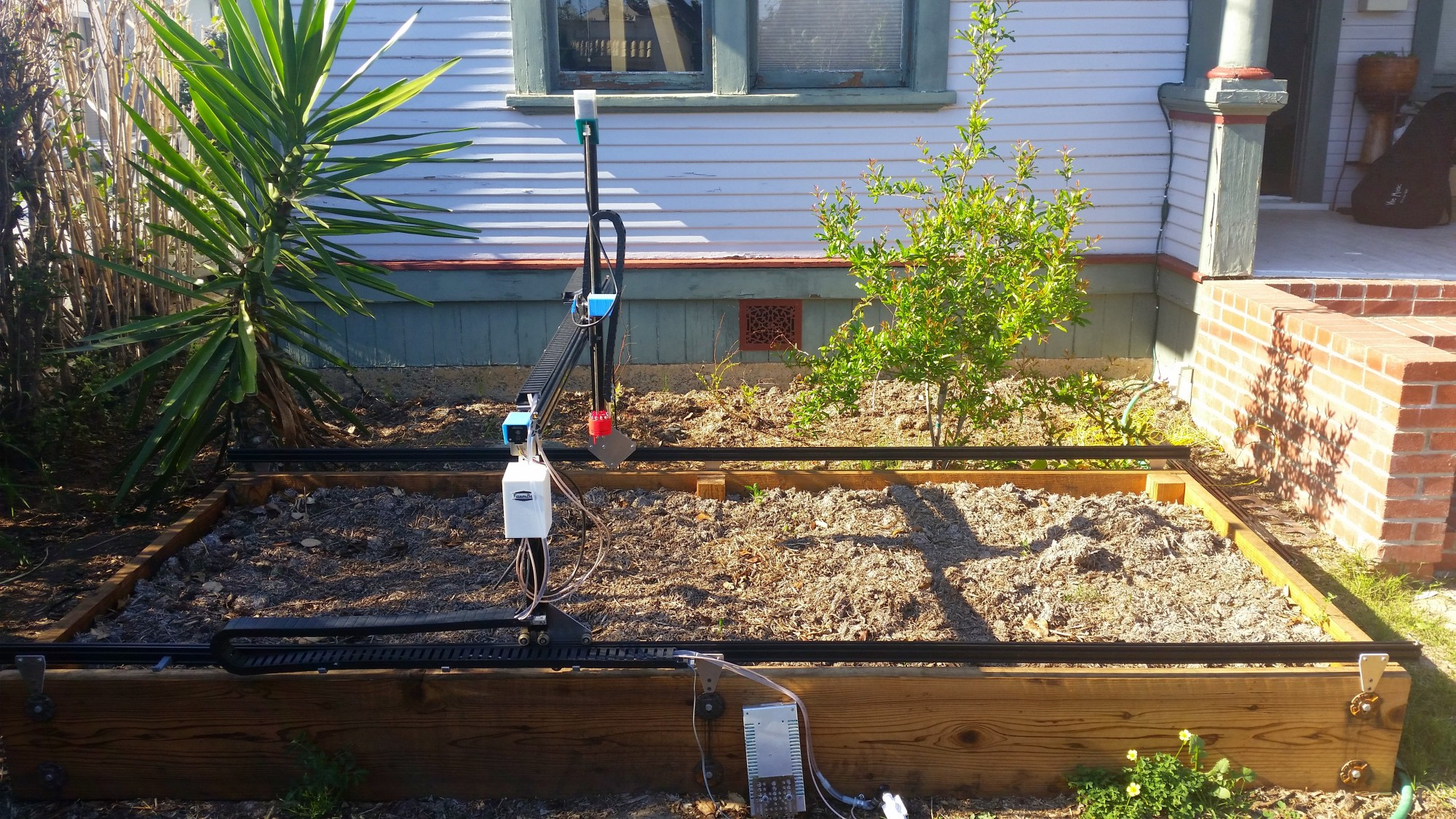
Nguyên mẫu FarmBot Genesis V0.7 làm việc ngoài trời.
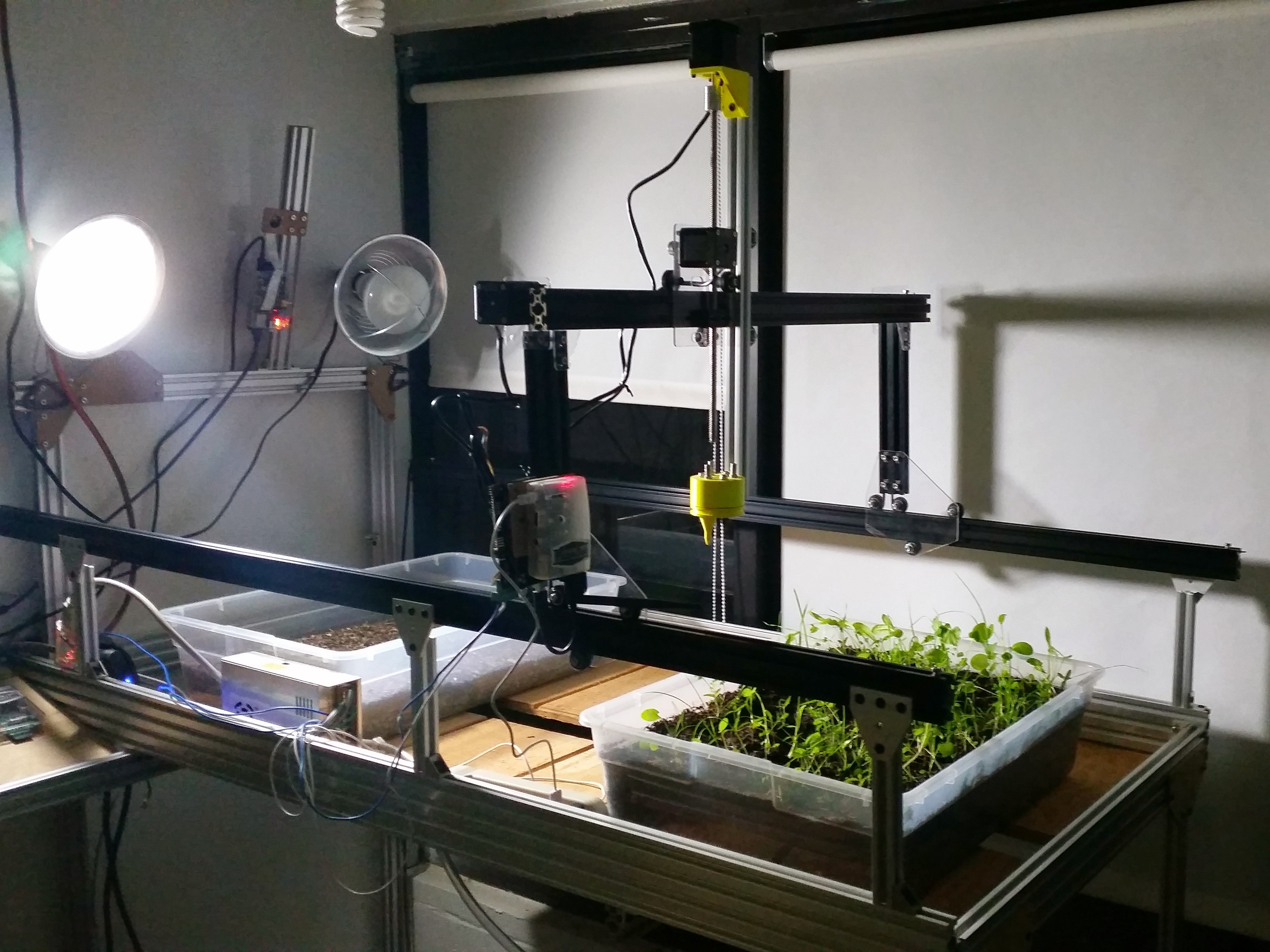
Nguyên mẫu FarmBot Genesis V0.6 làm việc trong nhà.
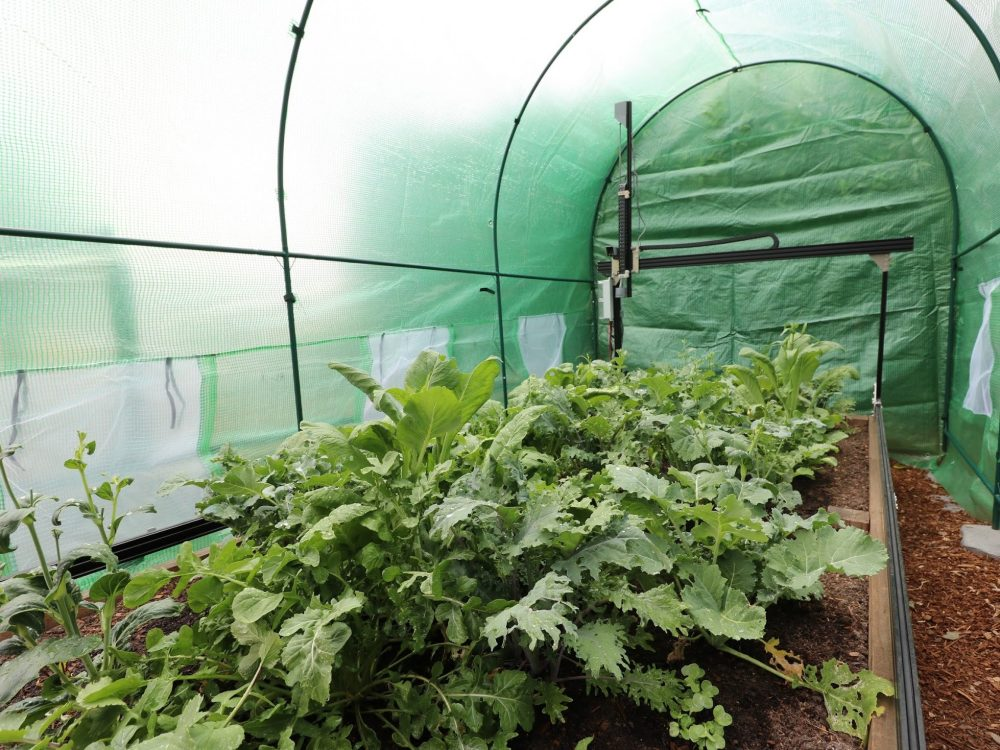
Một FarmBot đặt bên trong một nhà kính cho phép phát triển quanh năm.
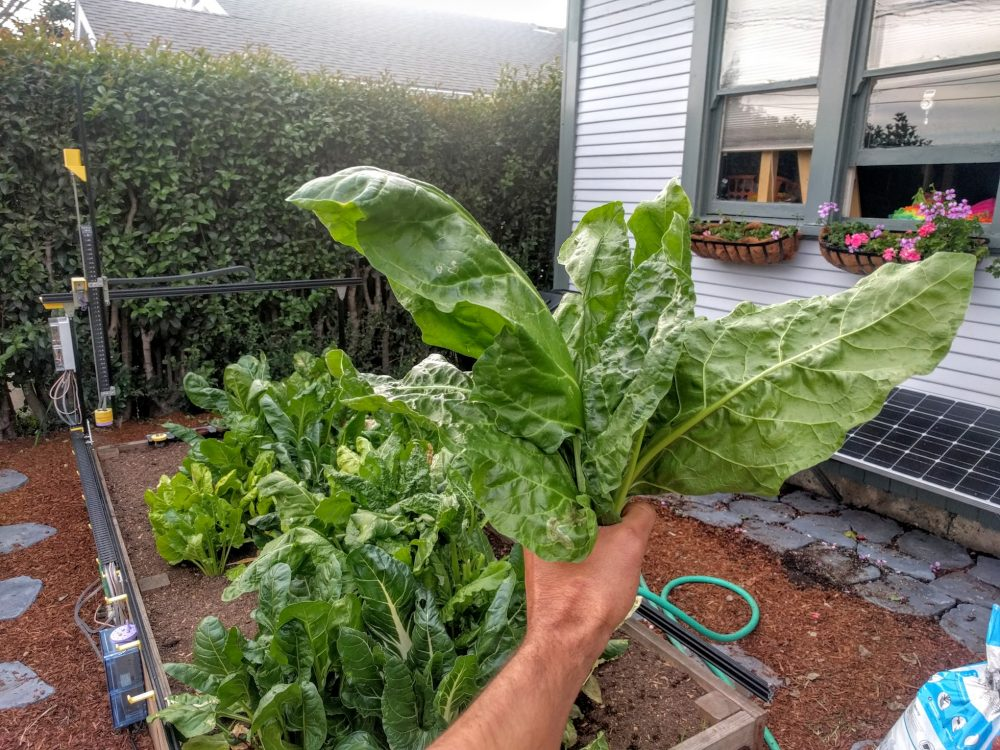
FarmBot được trồng củ cải Thụy Sĩ đang được thu hoạch.

Farmbot Genesis có thể thực hiện hầu như tất cả các quy trình trước khi thu hoạch bao gồm gieo hạt, kiểm soát cỏ dại và tưới nước. Nó đòi hỏi điện, kết nối internet và cung cấp nước được cung cấp bằng cách sử dụng các giải pháp lưới điện bao gồm một thùng nước để thu thập mưa và một bảng điều khiển năng lượng mặt trời và pin để cung cấp điện. FarmBot Genesis có thể thu thập dữ liệu để xem xét các yếu tố như độ tuổi của nhà máy và điều kiện thời tiết địa phương từ cả cảm biến cục bộ và dữ liệu ngoài từ internet.

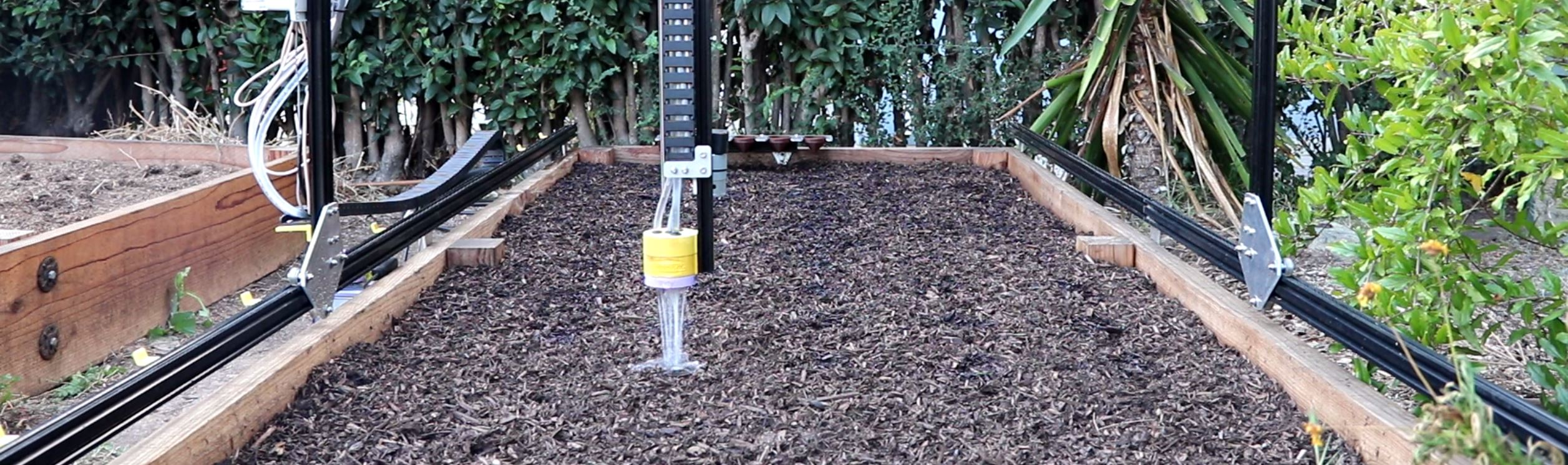
Nguyên mẫu FarmBot tưới nước lần đầu tiên.
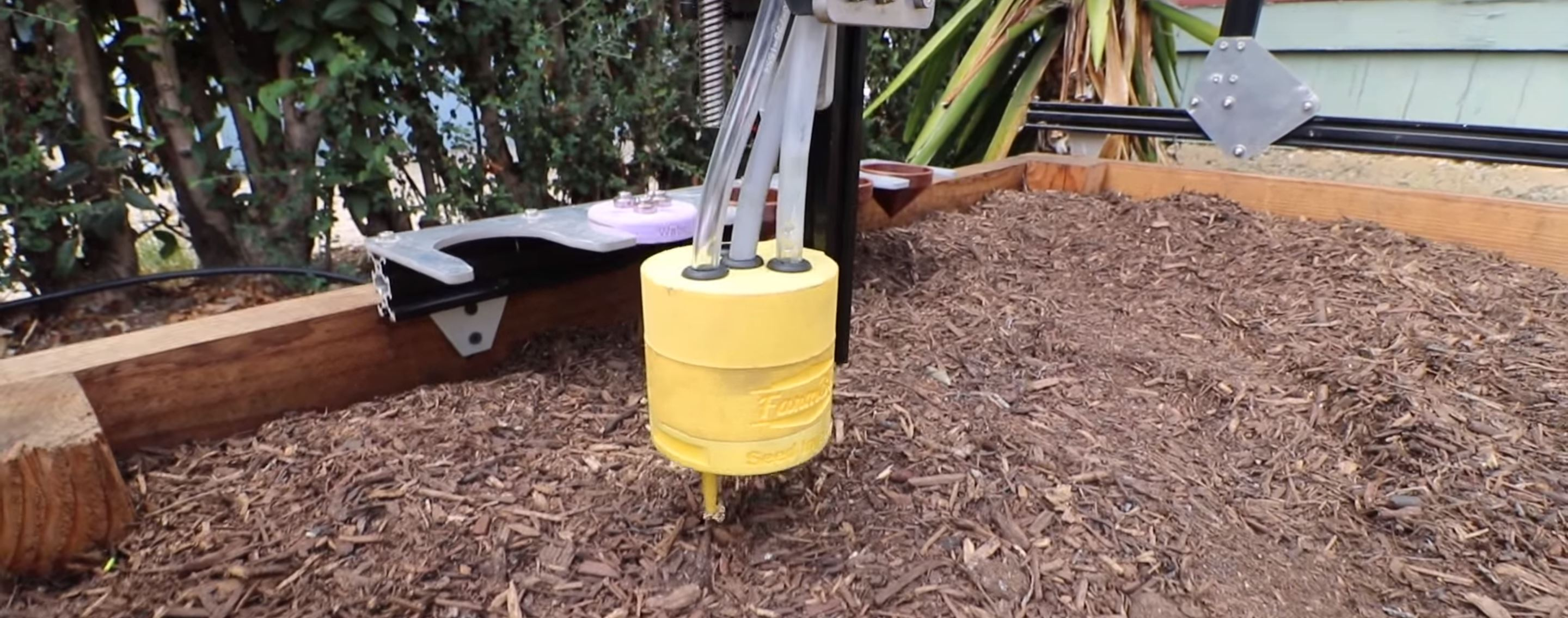
Nguyên mẫu FarmBot giep hạt lần đầu tiên.
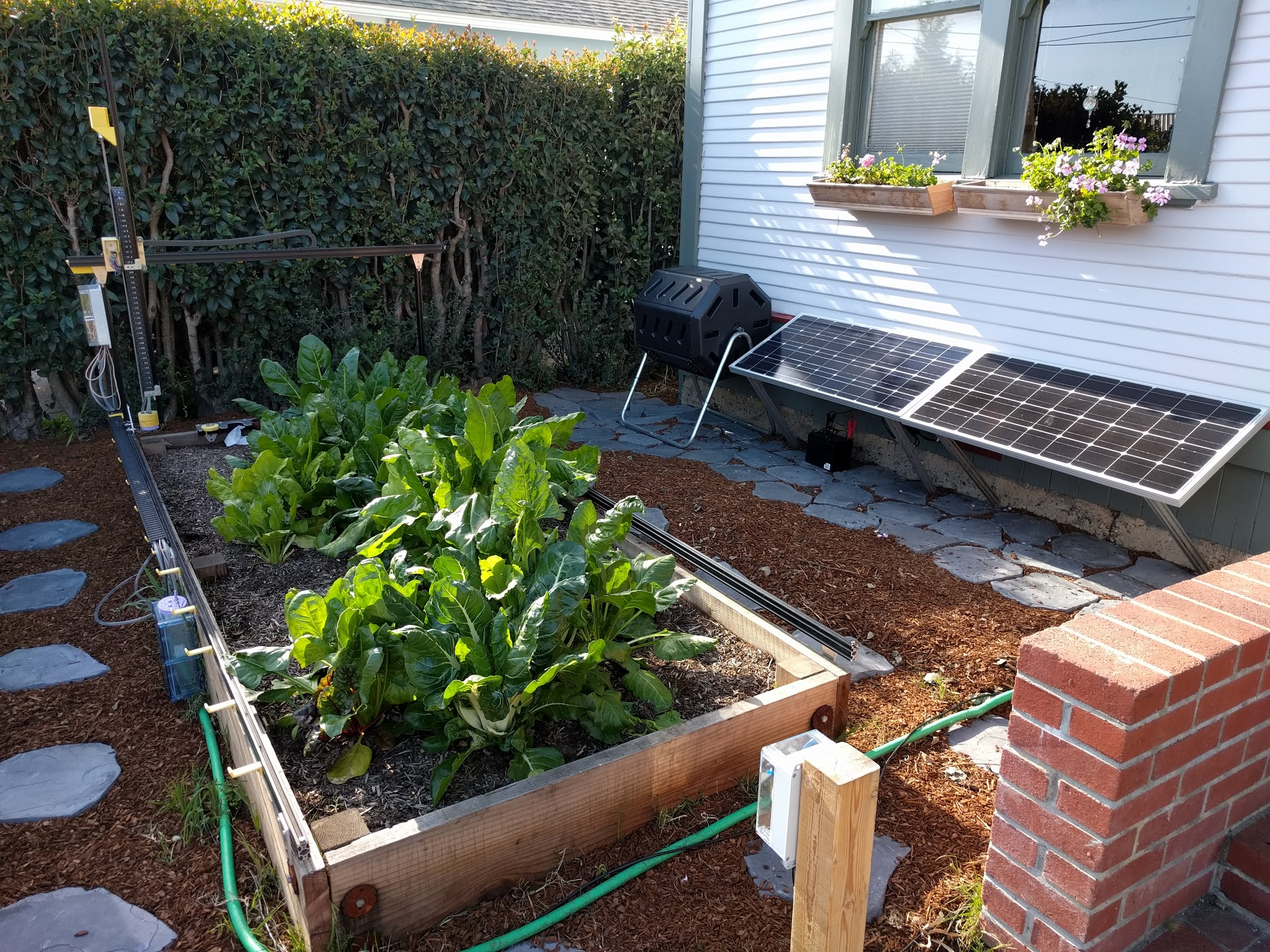
FarmBot với tấm năng lượng mặt trời 100 watt, pin và thùng phân trộn.

The FarmBot Genesis thực hiện các nhiệm vụ khác nhau thông qua các công cụ khác nhau tự động gắn vào một công cụ phổ quát, bao gồm một vòi phun hạt, vòi phun nước và một công cụ để chôn cỏ dại. Máy có thể làm cỏ dại khu vực trồng bằng cách sử dụng máy hút cỏ bằng máy ảnh để xác định cỏ dại bằng cách so sánh tất cả các cây trong khu vực với vị trí của hạt giống được trồng.

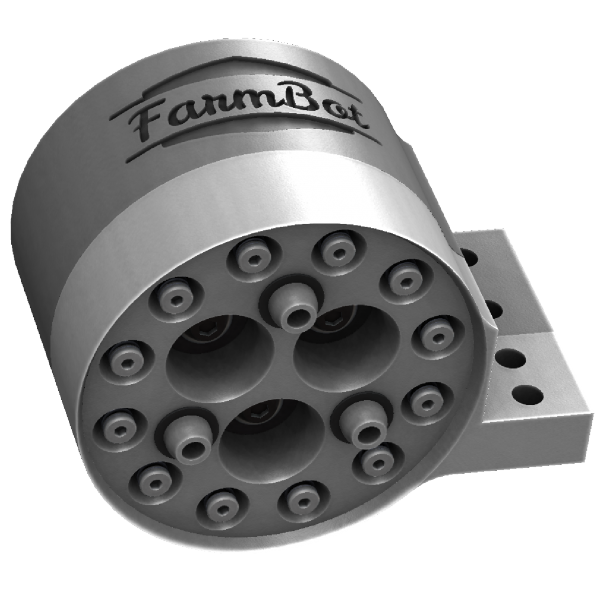
The universal tool mount
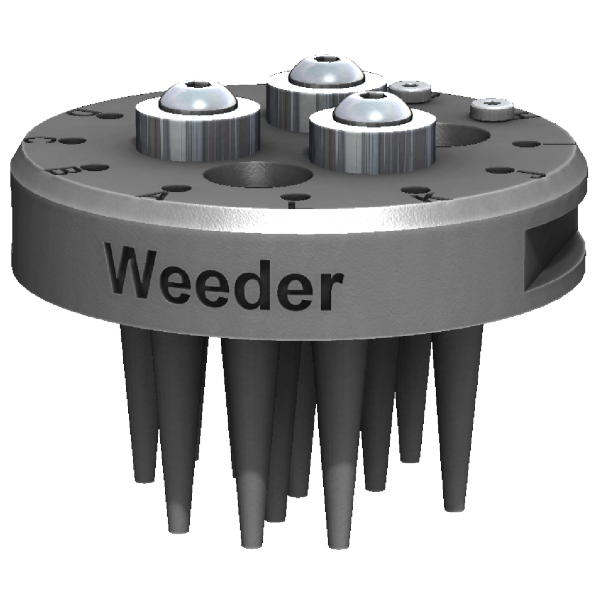
Máy triệt cỏ dại
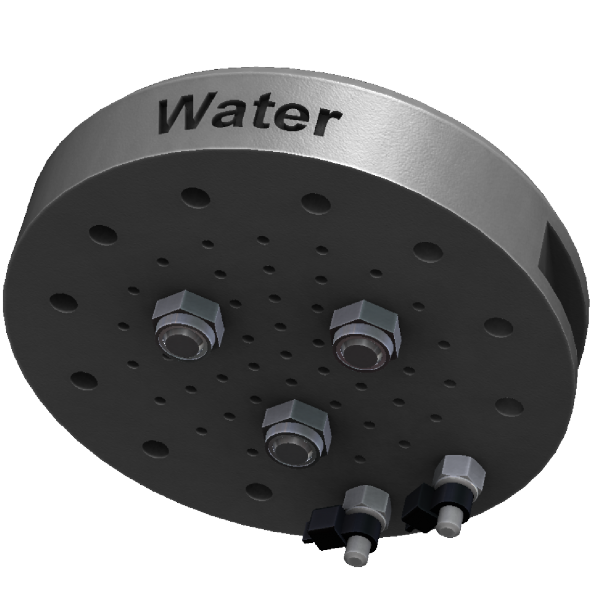
Công cụ tưới nước
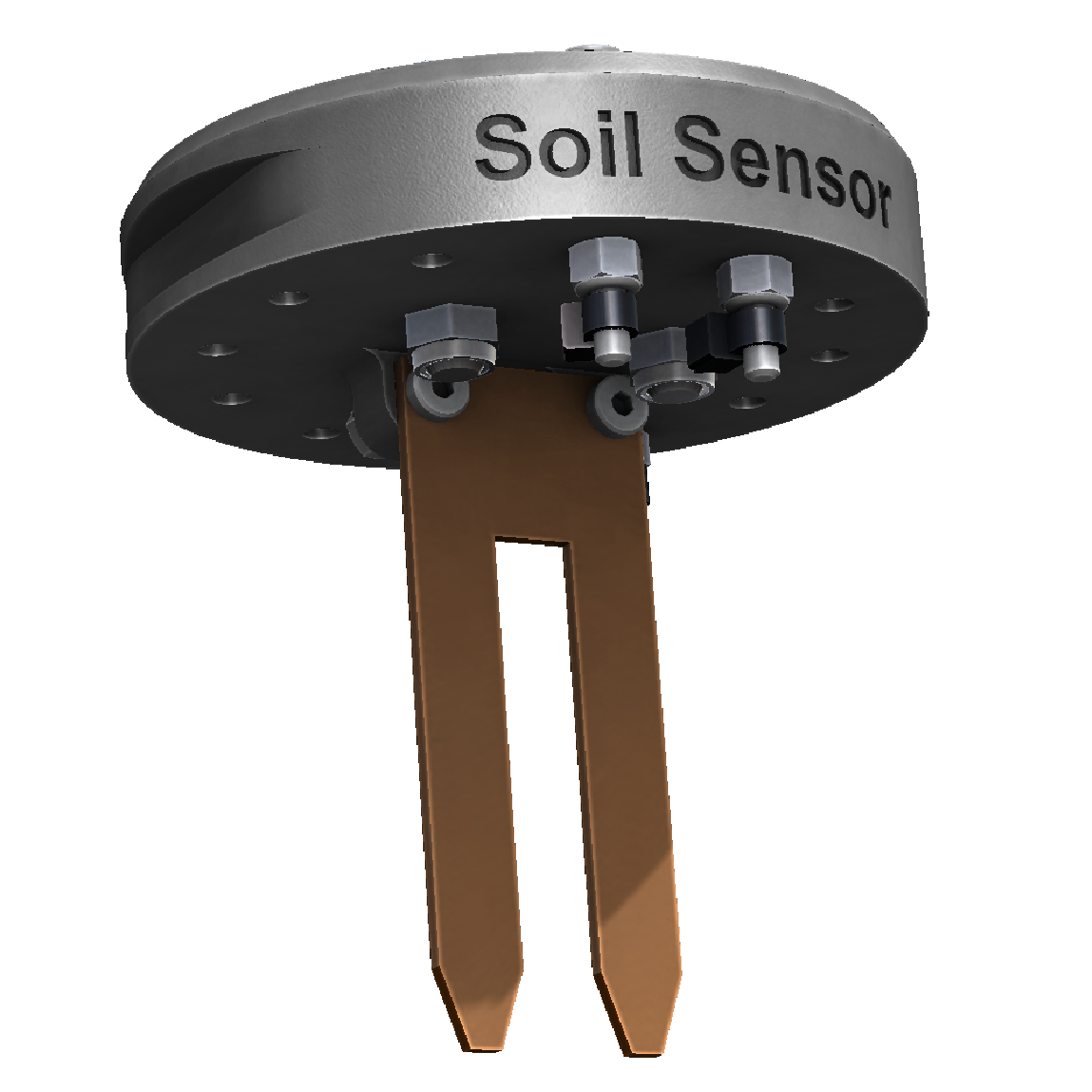
Cảm biến đất
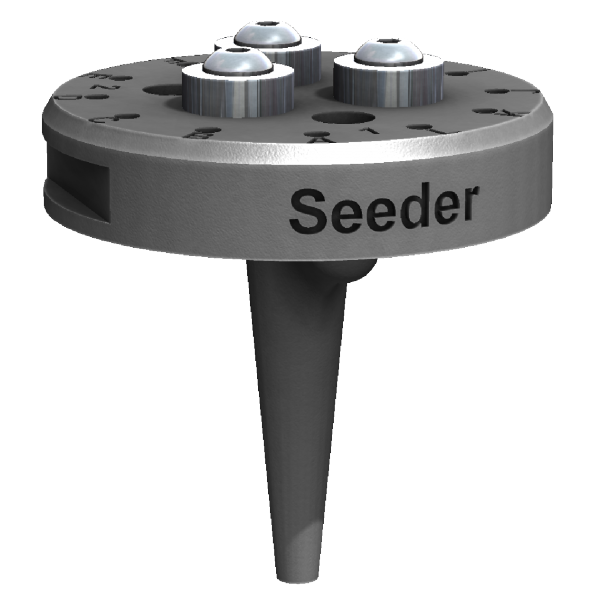
Vòi phun hạt giống

FarmBot Genesis được điều khiển thông qua giao diện dựa trên web cho phép truy cập từ xa từ bất kỳ vị trí nào trên hầu hết các thiết bị hỗ trợ internet. Nó sử dụng một cơ sở dữ liệu cây trồng trực tuyến được gọi là OpenFarm để tạo ra một kế hoạch trồng tối ưu dựa trên kích thước của vụ mùa trưởng thành. Độ chính xác của máy làm cho nó phù hợp với điều kiện phòng thí nghiệm.

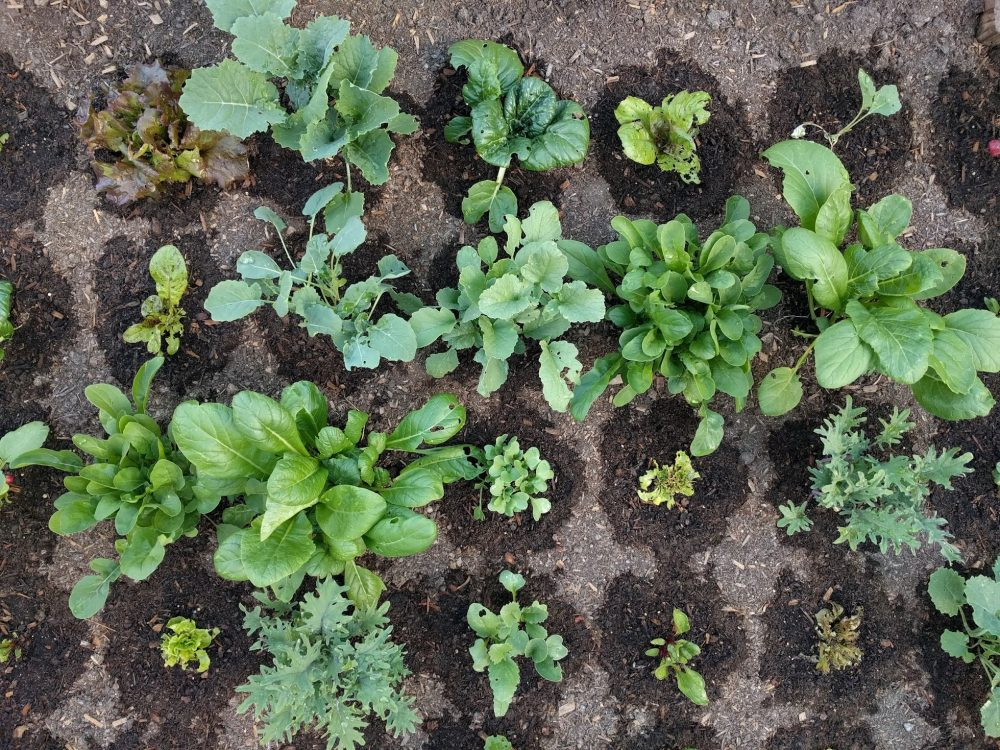
Một số các loại rau mùa đông được trồng cùng nhau.
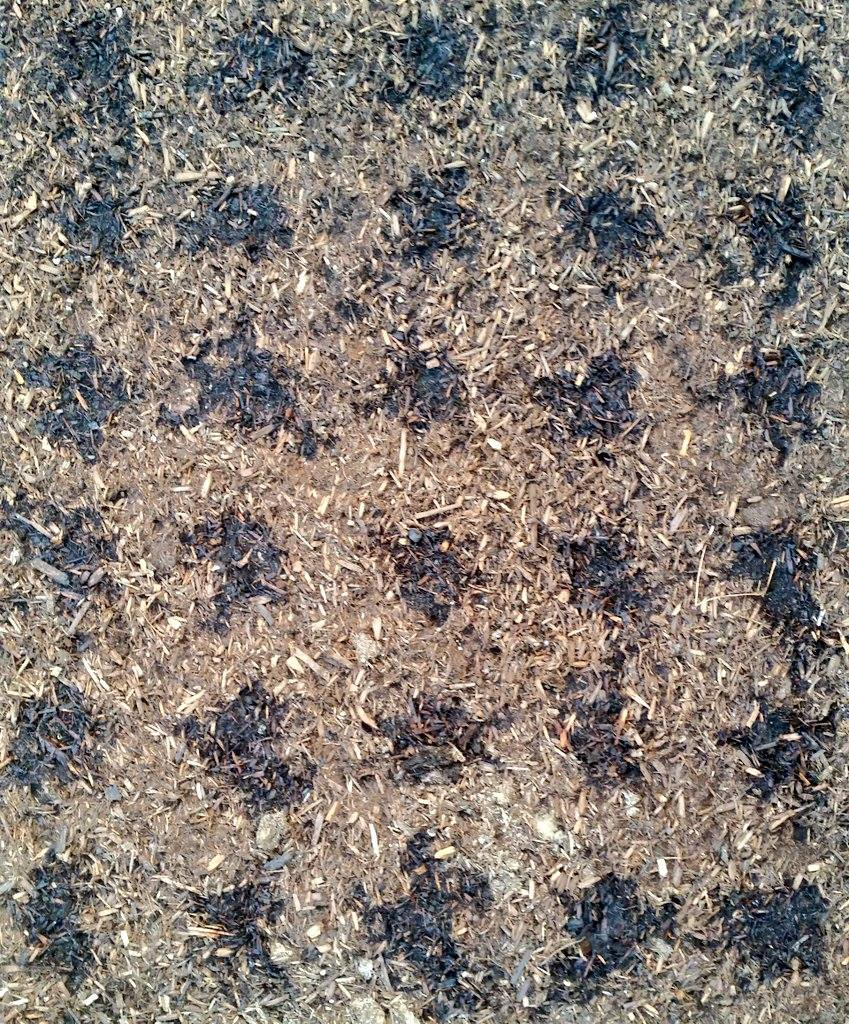
FarmBot có thể cung cấp lượng nước chính xác đến các vị trí chính xác trong lòng đất.
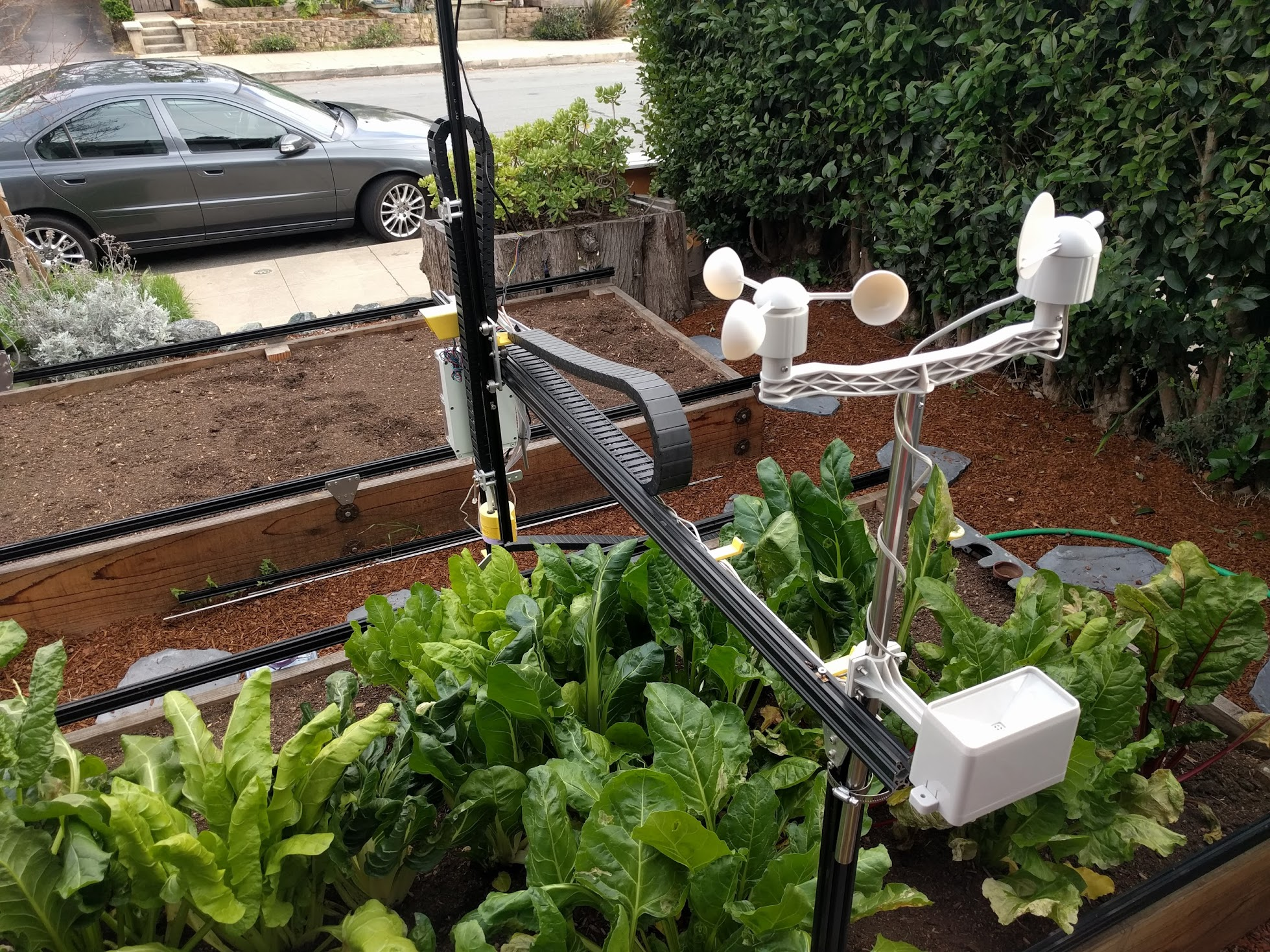
FarmBot có thể được tăng cường với một trạm thời tiết để nó có thể thu thập dữ liệu môi trường.
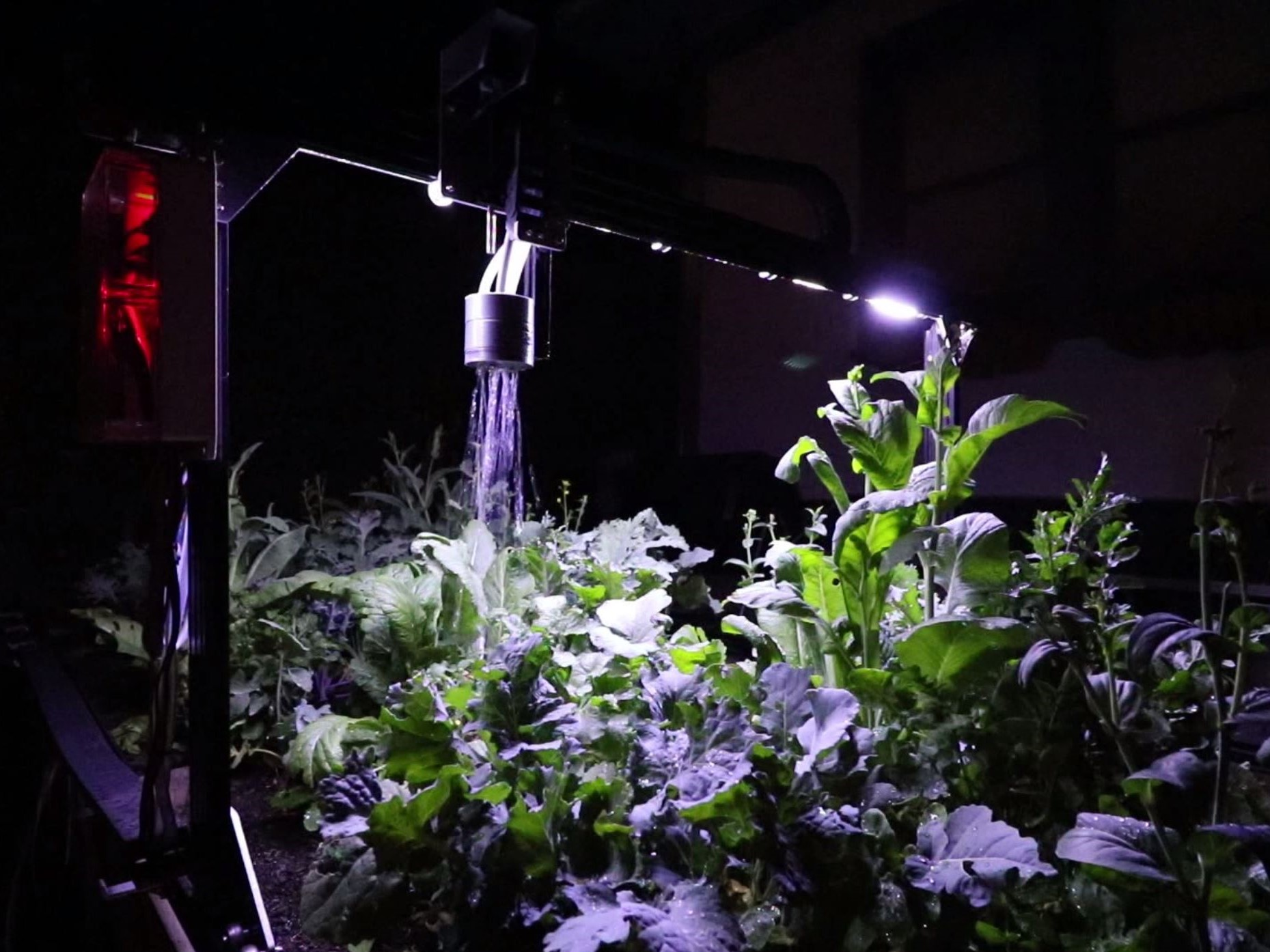
Một Farmbot được trang bị đèn.

### Các thành phần

#### Phần cứng
Farmbot Genesis là một máy sử dụng phần cứng nguồn mở và được thiết kế xung quanh khả năng tái tạo và khả năng của các thành phần, nó có thể được tạo bằng các công cụ và quy trình phổ biến có nghĩa là nó không phụ thuộc vào một nhà cung cấp duy nhất.

Máy sử dụng các bộ dẫn hướng tuyến tính trong trục X, Y và Z bao gồm các tấm kết nối bằng phẳng và có thể được chế tạo với một số công cụ bao gồm máy cắt tia nước, máy cắt plasma, máy cắt laser, máy phay CNC hoặc thủ công với cưa sắt và máy khoan. Farmbot Genesis sử dụng động cơ bước NEMA 17 với bộ mã hóa vòng quay, đai GT2 và khe cắm và bánh xe mở của thanh v-slot và bánh xe OpenBuilds. Ốc vít, t-nut, vòng đệm, vòng bi, trục và vít me bi làm  thép không gỉ giúp chống ăn mòn và thời tiết cho phép hoạt động lâu dài trong môi trường ngoài trời.

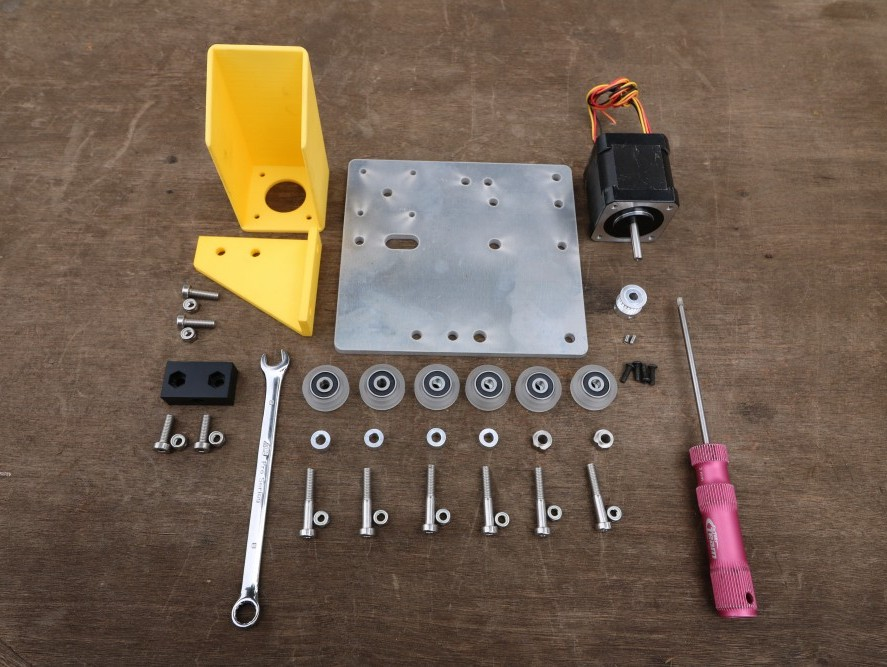
OpenBuilds v slot wheels connecting plates, NEMA 17 stepper motor and bolts which assemble to make the cross slide.
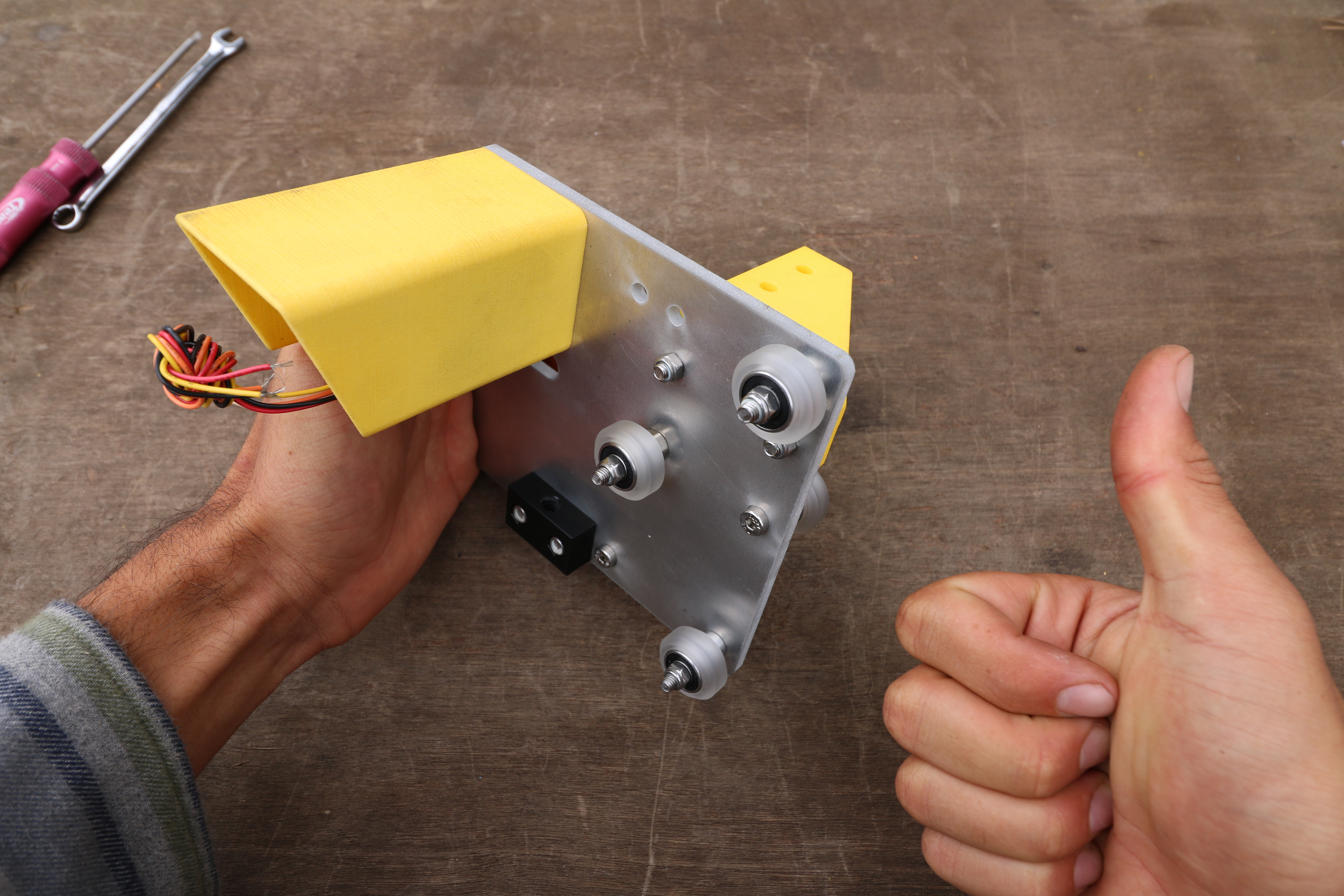
OpenBuilds v slot wheels attached to connecting plates.
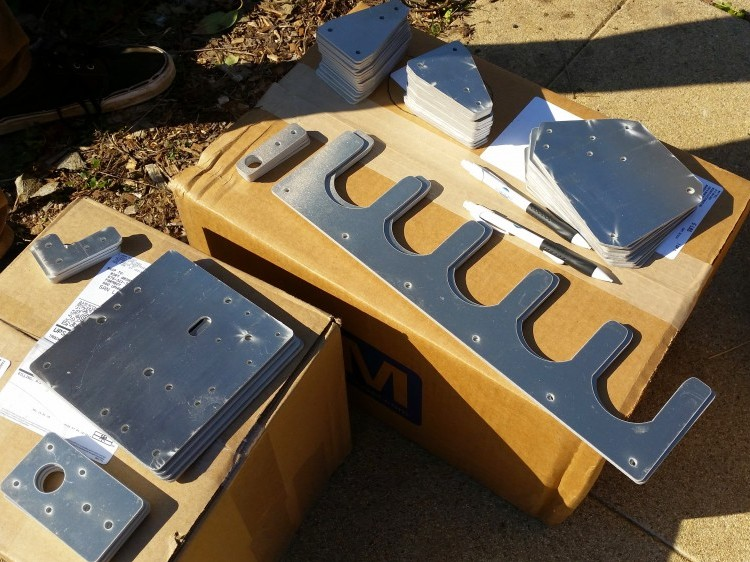
Farmbot is held together using 5mm aluminium plates.
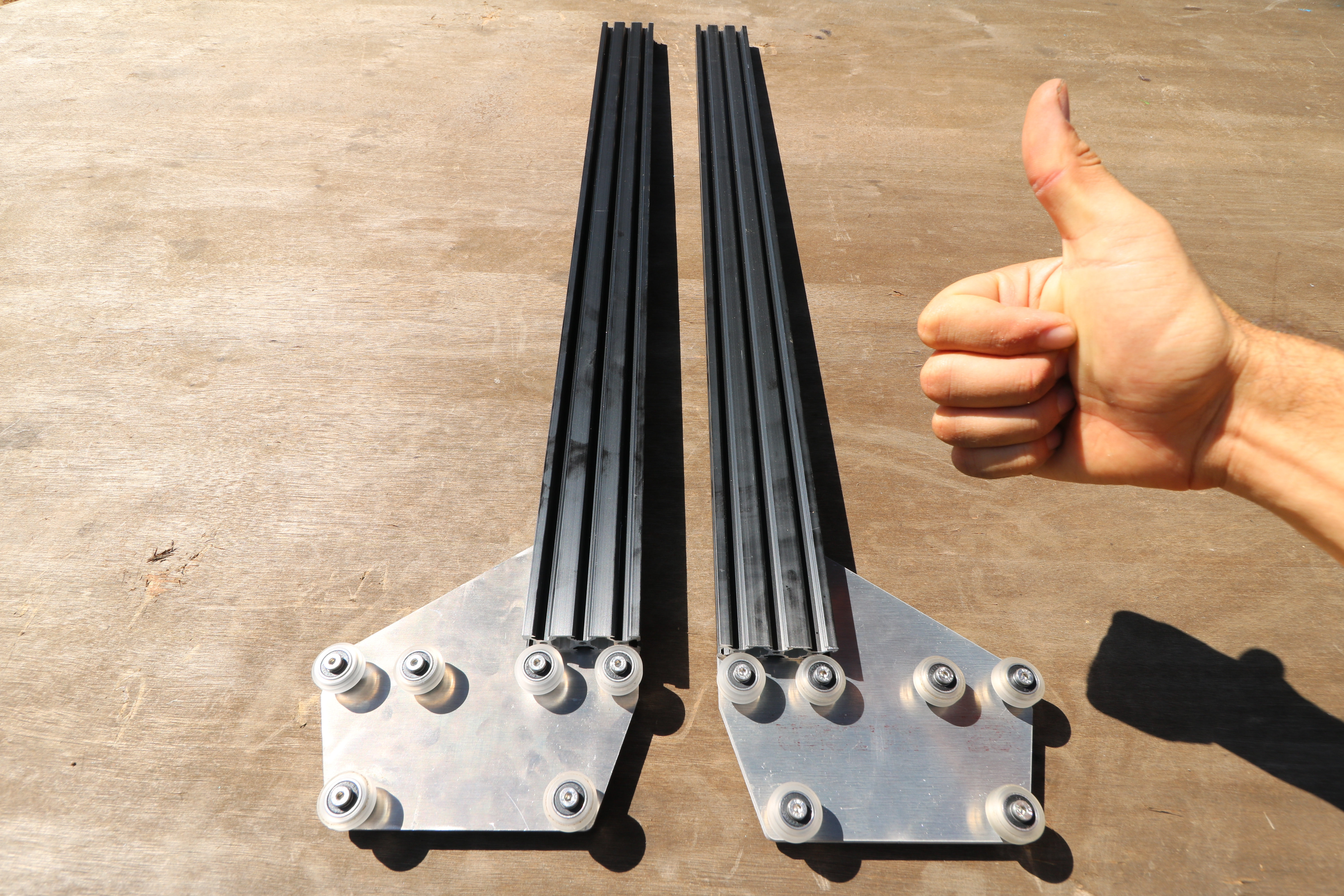
The gantry uses OpenBuilds v slot extrusions and wheels attached to connecting plates.

Thiết bị điện tử của Farmbot Genesis gồm có Raspberry Pi 3 vàArduino Mega 2560 với shield RAMPS 1.4 và một camera để ghi dữ liệu. Công cụ phổ dụng gắn kết và các công cụ khác được in 3D và được thiết kế để tạo ra với các máy in 3D mô hình lắng đọng nóng chảy ở mức sở thích, ví dụ: máy in RepRap. Nó có hai kết nối điện và đầu nối cho chất lỏng hoặc khí được ghép từ tính.

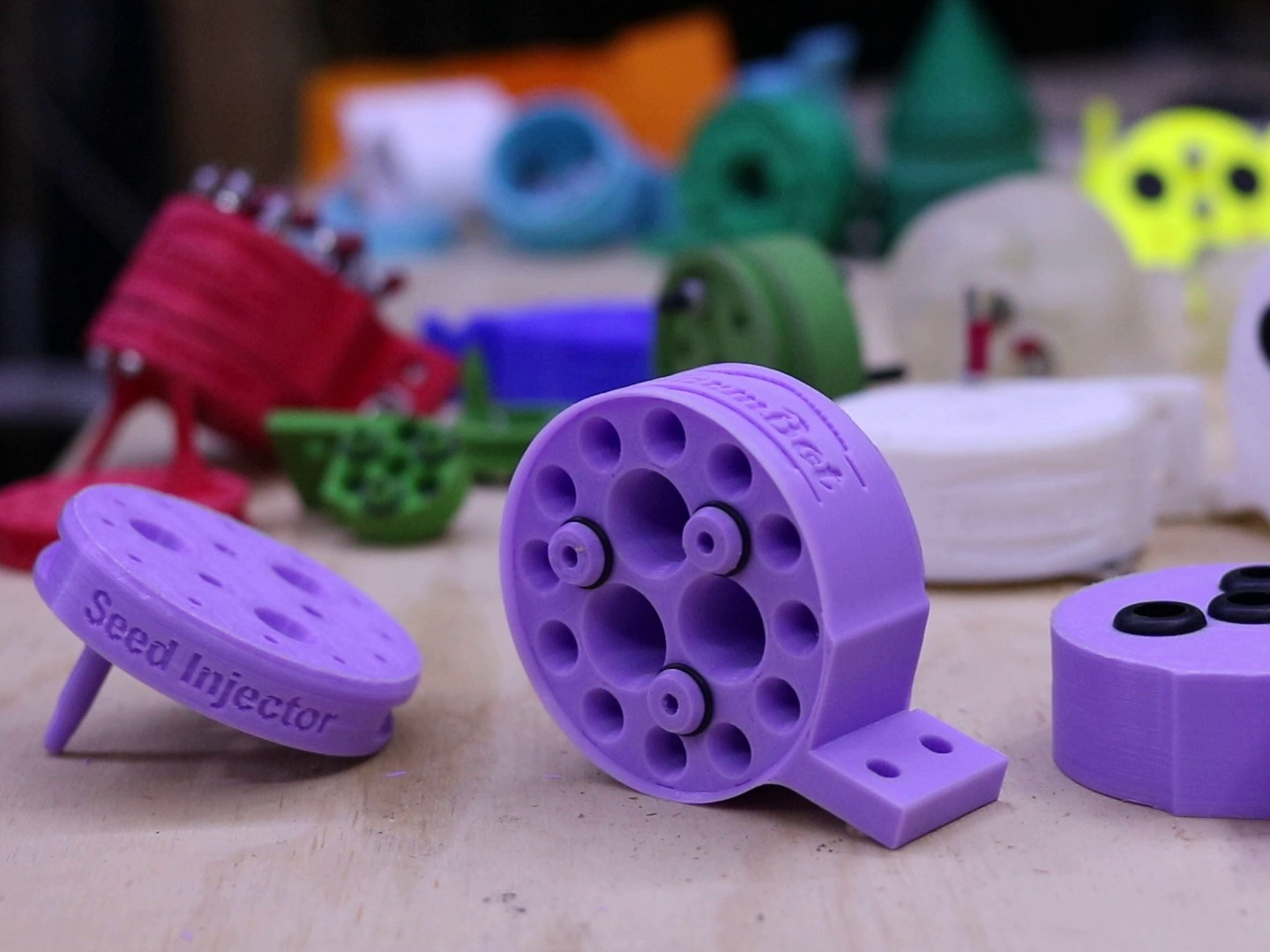
Tất cả các thành phần nhựa của FarmBot được thiết kế để in 3D với máy in FDM cấp sở thích.
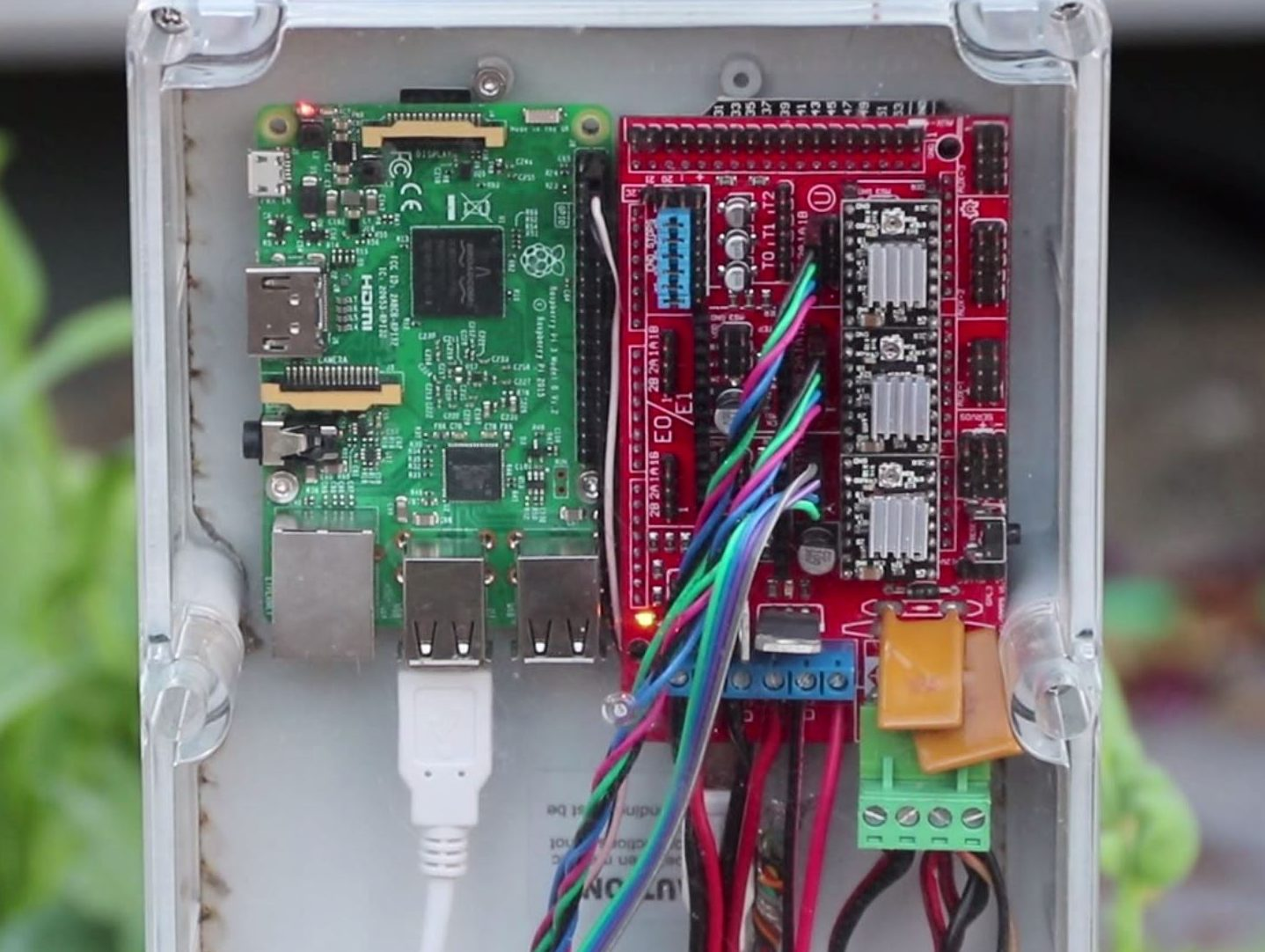
Các linh kiện điện tử của FarmBot Genesis, Raspberry Pi (trái) và một bộ vi điều khiển Arduino MEGA với một shield RAMPS (phải).
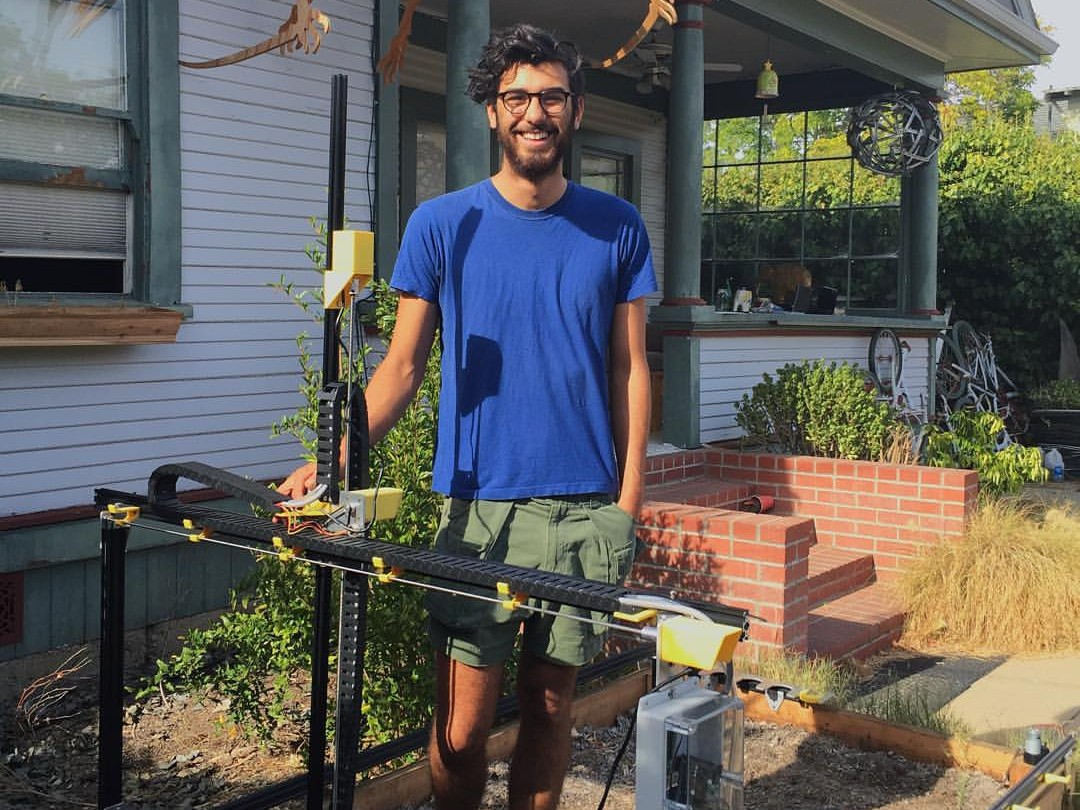
Rory Aronson với nguyên mẫu FarmBot Genesis V0.8 tại sân trước của ông ở San Luis Obispo, California.

#### Phần mềm
Phần mềm cho FarmBot Genesis chạy qua giao diện web cho phép máy được điều khiển trên hầu hết các thiết bị hỗ trợ internet. Ứng dụng web có khả năng điều chỉnh các yếu tố đầu vào khác nhau bao gồm nước, phân bón và thuốc trừ sâu, khoảng cách hạt và các yếu tố môi trường bao gồm điều kiện thời tiết và đất dựa trên các chỉ số cảm biến, vị trí và thời gian trong năm. Nó cũng có thể xây dựng và sắp xếp trình tự bằng cách kết hợp và thay đổi các hoạt động cơ bản. Phần mềm cũng có thể thao tác dữ liệu bản đồ, ghi nhật ký thời gian thực và truy cập dữ liệu thực vật mở trong cơ sở dữ liệu OpenFarm. Tất cả các phần mềm có sẵn theo giấy phép MIT và có sẵn trên GitHub.

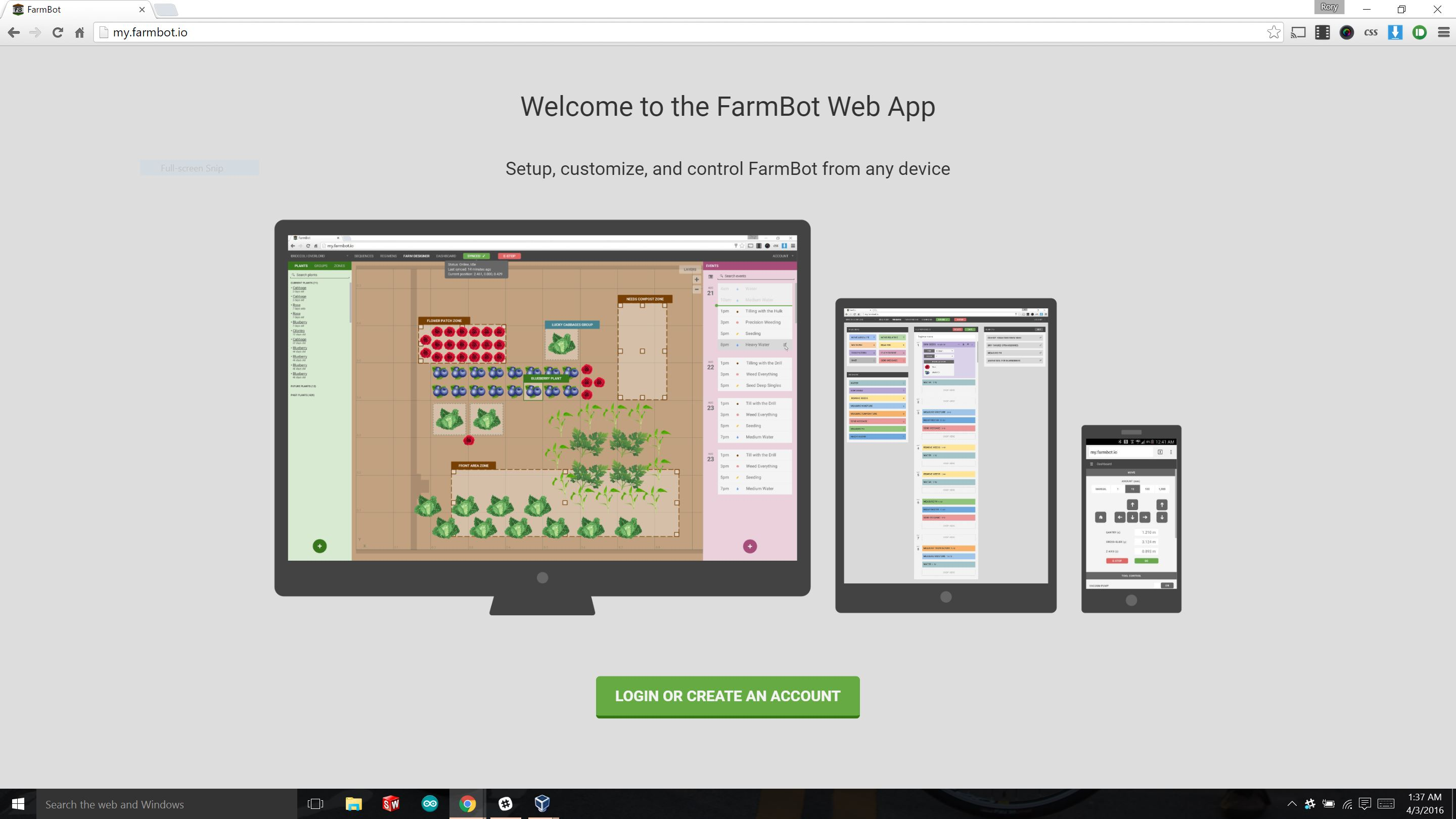
FarmBots được kiểm soát và cấu hình bởi một ứng dụng web có thể truy cập từ trình duyệt web trên bất kỳ thiết bị nào từ bất kỳ vị trí nào.
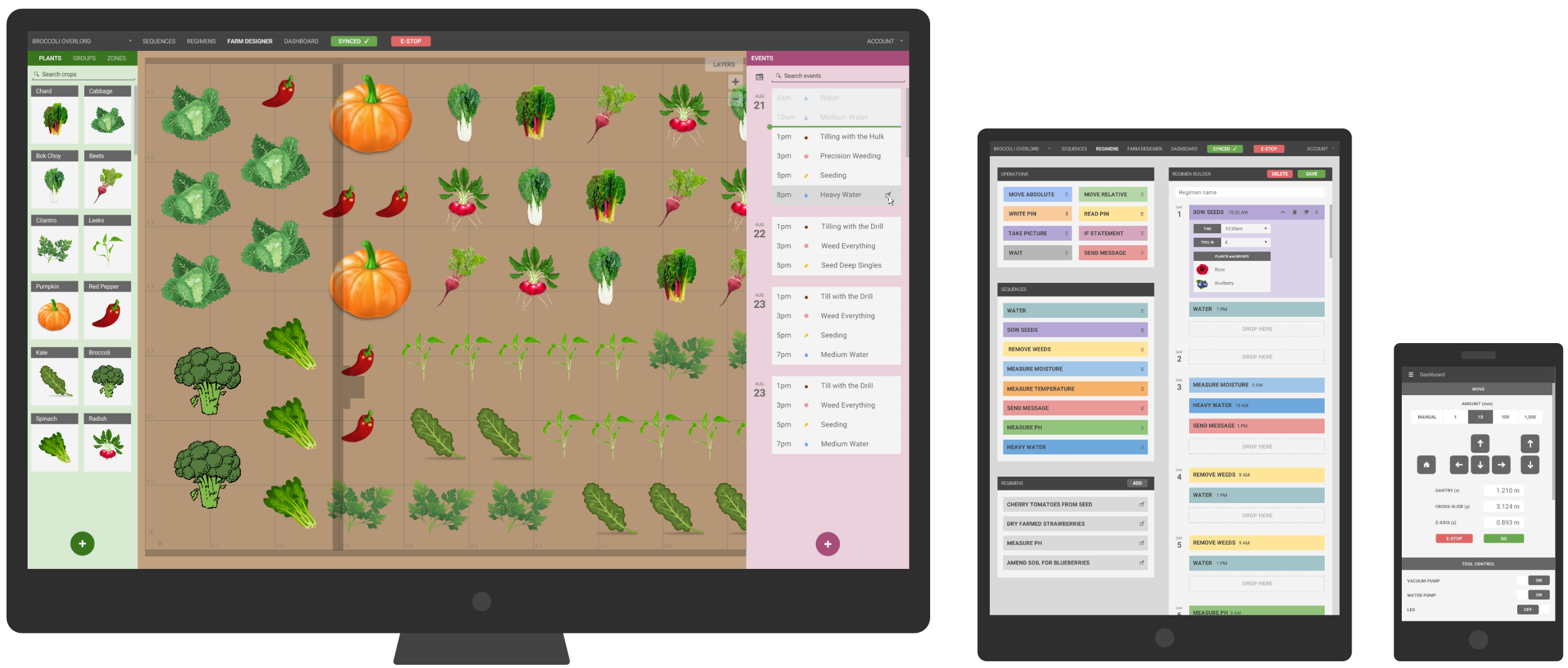
FarmBot Genesis Web App trên các thiết bị khác nhau.
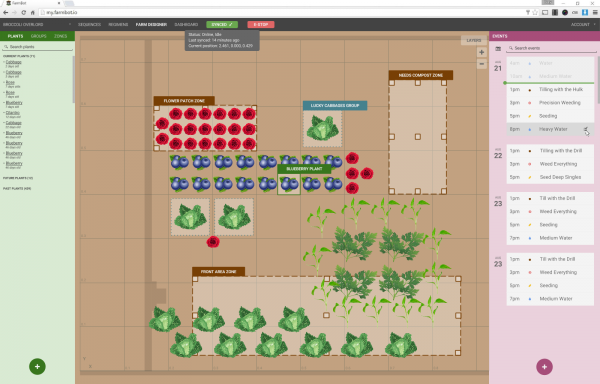
FarmBot Genesis Farm Designer V7.

#### Tài liệu

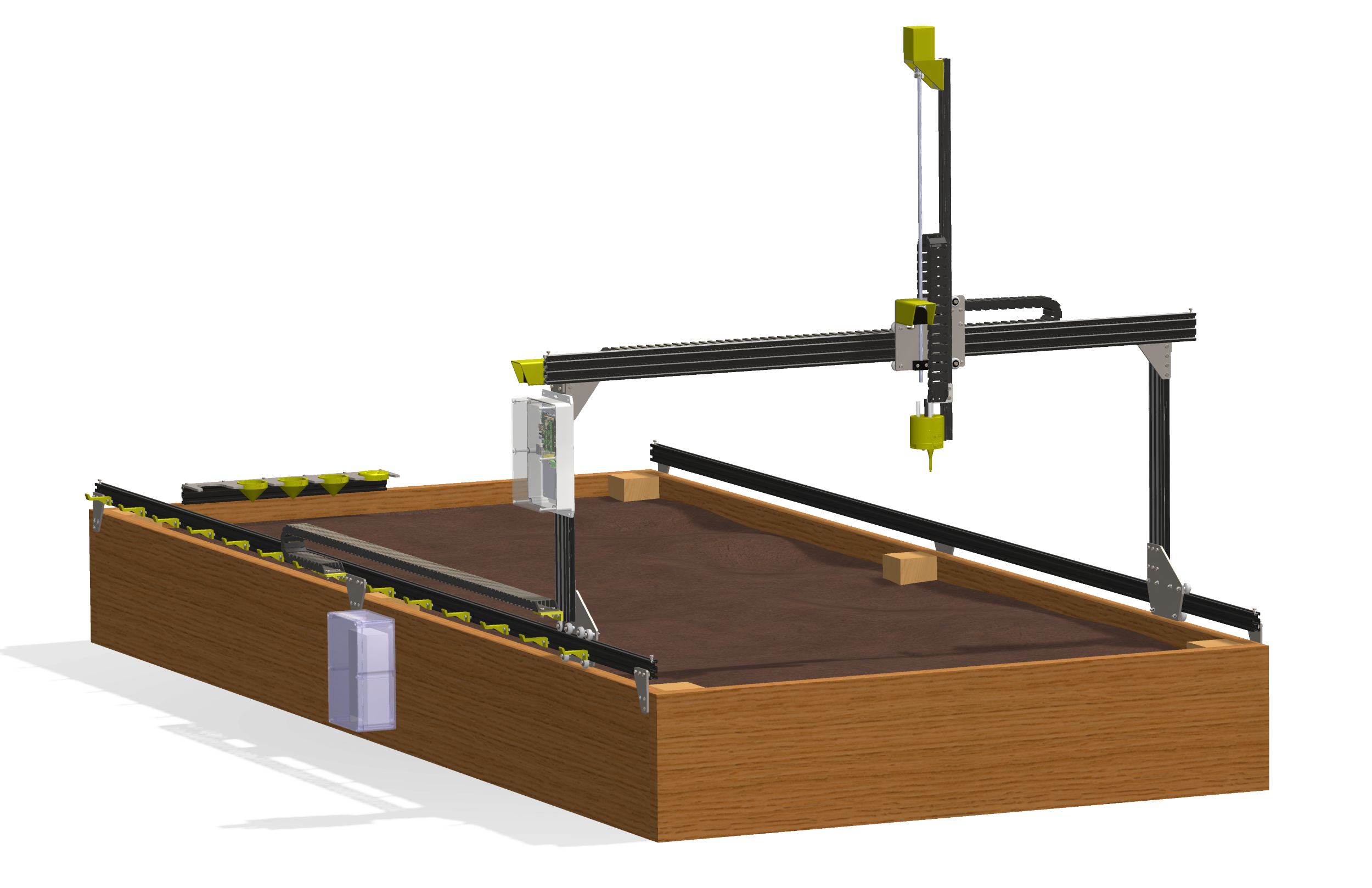
CAD FarmBot trình diễn V0.9.
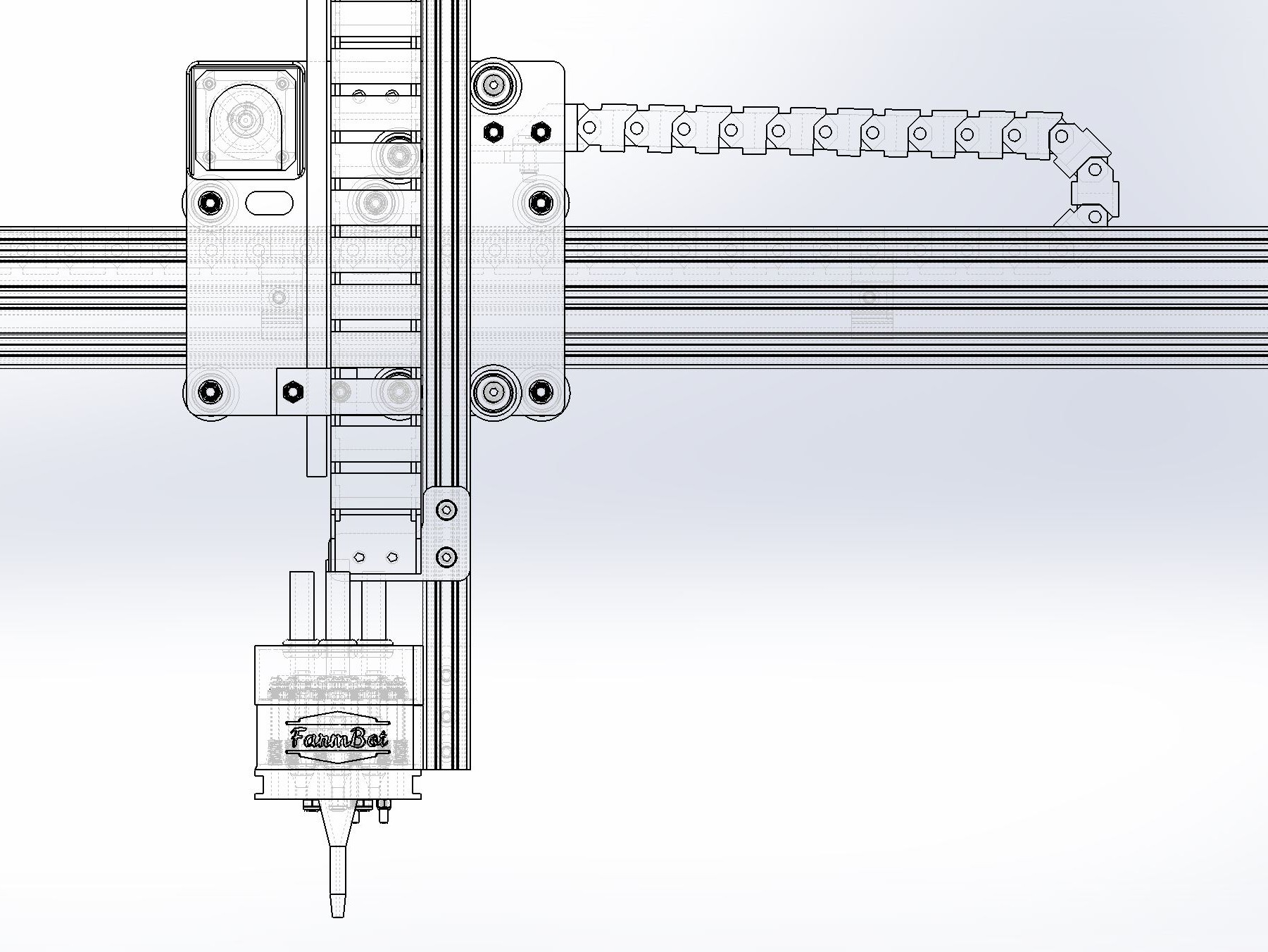
Các mô hình CAD của FarmBot miễn phí được tải xuống và sửa đổi bởi những người khác.
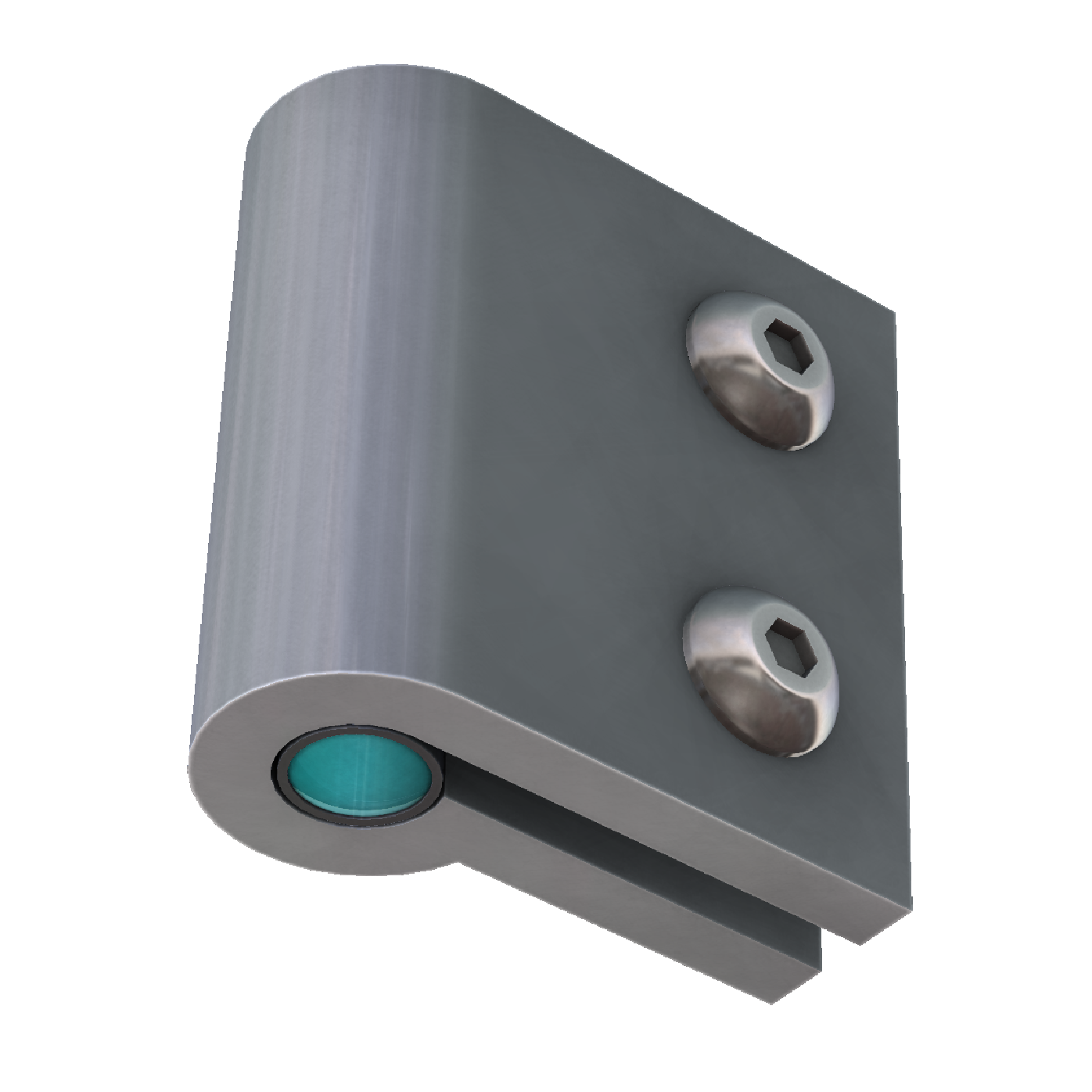
Tệp STL lắp ráp máy ảnh được sử dụng để in 3D.